# 液態氟化釷反應爐
液態氟化釷反應爐（Liquid fluoride thorium reactor, LFTR ；通常發音為lifter）是一種熔鹽反應爐。 LFTR採用釷燃料循環，以氟化物基熔鹽（液態）作為燃料。在典型的設計中，液體被泵送到臨界堆芯和外部熱交換器之間，熱量在那裡傳遞給非放射性的二次鹽。然後，二次鹽將其熱量傳遞給蒸汽渦輪機或閉式循環燃氣渦輪機。
熔鹽反應爐(MSR) 將核燃料混合到熔鹽中。它們不應與僅使用熔鹽進行冷卻（氟化物高溫反應爐）且仍使用固體燃料的設計混淆。熔鹽反應爐這一類反應爐包括快中子譜或熱中子譜的燃燒器和增殖器，使用氟化物或氯化物鹽基燃料以及一系列可裂變或可增殖的消耗品。液態氟化釷反應爐 (LFTR) 的定義是使用氟化物燃料鹽，並在熱中子譜中將釷增殖為鈾-233 。
LFTR概念最早於1960年代在橡樹嶺國家實驗室 熔鹽反應爐實驗中被研究，儘管該反應爐並未使用釷。最近，LFTR在全球範圍內重新引起了人們的興趣。日本、中國、英國以及美國、捷克、加拿大和澳洲的私人企業都表達了開發和商業化該技術的意圖。
LFTR 幾乎在所有方面都不同於其他動力反應爐：它們使用轉化為鈾的釷，而不是直接使用鈾；它們透過泵送方式補充燃料，而無需停機。它們的液鹽冷卻劑允許主冷卻迴路在更高的工作溫度和更低的壓力下運作。這些獨特的特性帶來了許多潛在的優勢，同時也帶來了設計挑戰。

## 背景
到1946年，即核分裂發現八年後，已有三種可裂變同位素被公開確定可用作核燃料：
- 鈾-235，已可裂變，佔天然鈾的 0.72%
- 鈽-239，可由不可裂變的鈾-238（>99% 的天然鈾）增殖而來
- 鈾-233，可由不可裂變的釷-232增殖而來（約佔天然釷的100% ；其在地殼中的豐度約為鈾的四倍[6]）

釷-232、鈾-235和鈾-238是原始核素，以目前的形式存在了超過45億年，早於地球的形成；它們是在垂死恆星的核心通過r 過程形成的，並被超新星散射到整個星系。它們的放射性衰變產生了地球內部大約一半的熱。
由於技術和歷史原因，這三種核燃料分別用於不同類型的反應爐。鈾-235是世界上主要的核燃料，通常用於輕水反應爐。鈾-238/鈽-239最常用於液態鈉快中子增殖反應爐和CANDU反應爐。釷-232/鈾-233最適合用於熔鹽反應爐（MSR）。
阿爾文·M·溫伯格（Alvin M. Weinberg）在橡樹嶺國家實驗室（ORNL）率先使用熔鹽反應爐（MSR） 。在 ORNL，兩個原型熔鹽反應爐成功設計、建造和運作。它們是1954年的航空反應爐實驗（Aircraft Reactor Experiment,ARE）和1965 年至 1969 年的熔鹽反應爐實驗(Molten-Salt Reactor Experiment,MSRE)。這兩個測試反應爐都使用液態氟化物燃料鹽。 MSRE 在單獨的試運行中展示了使用 U-233 和 U-235 的燃料。溫伯格被解職，熔鹽反應爐計畫於20世紀70年代初結束，此後，美國的研究陷入停滯。

## 增殖基礎知識
核動力反應爐中有兩種類型的燃料。第一種是可裂變材料，它在受到中子撞擊時會分裂，釋放出大量能量，同時釋放兩到三個新的中子。這些新的中子可以分裂更多的可裂變材料，引發持續的鍊式反應。可裂變燃料的例子有鈾-233、鈾-235和鈽-239。第二種燃料稱為可增殖燃料。可增殖燃料的例子有釷-232（開採的釷）和鈾-238（開採的鈾）。為了變成可裂變的，這些核種必須先吸收裂變過程中產生的中子，分別變成釷-233和鈾-239。在經過兩次連續的β衰變後，它們分別蛻變為可裂變同位素鈾-233和鈽-239。這個過程稱為增殖。
所有反應爐都以這種方式增殖一些燃料，但如今的固體燃料熱反應爐無法從增殖燃料中增殖出足夠的新燃料來彌補它們消耗的裂變物質的數量。這是因為現今的反應爐使用慢化中子譜中的鈾鈽循環。這種使用慢速中子的燃料循環，增殖的鈽裂變只會回到兩個新中子。由於維持裂變反應需要一個中子，因此每次裂變只能產生不到一個中子來增殖新燃料。此外，反應爐中的材料（例如金屬、慢化劑和裂變產物）會吸收一些中子，導致產生的中子太少，無法增殖出足夠的燃料來維持反應爐的運作。因此，它們必須定期添加新的裂變燃料，並更換一些舊燃料，為新燃料騰出空間。
如果反應爐產生的新燃料量至少與消耗量相同，則無需添加新的裂變燃料。只需添加新的增殖燃料，這些燃料會在反應爐內部增殖為裂變物質。此外，還需要移除裂變產物。這種類型的反應爐被稱為增殖反應爐。如果它從增殖燃料中增殖出的新裂變物質量剛好足以維持無限期運行，則稱為盈虧平衡增殖反應爐或等增殖反應爐。液態氟化釷反應爐 (LFTR) 通常被設計為增殖反應爐：加入釷，排出裂變產物。
採用鈾鈽燃料循環的反應爐需要快中子來維持增殖，因為只有快速移動的中子，裂變過程才能在每次裂變中產生2個以上的中子。使用釷時，可以使用熱反應爐進行增殖。這已在希平波特原子能發電站得到驗證，儘管該電站是一個相當標準的輕水反應爐，但其最終燃料負載從釷中增殖的裂變產物略多於其消耗的裂變產物。熱反應爐啟動所需的昂貴裂變燃料較少，但對殘留在核心的裂變產物較為敏感。
配置增殖反應爐進行所需增殖反應有兩種方法。一種是將可增殖燃料和可裂變燃料放在一起，這樣增殖和裂變就在同一位置進行。另一種是將可裂變燃料和可增殖燃料分開放置。後者被稱為「堆芯-包層」結構，因為可裂變堆芯產生熱和中子，而單獨的包層負責所有增殖反應。

## 反應爐 - 次系統設計變化
橡樹嶺國家實驗室（Oak Ridge National Laboratory，縮寫為ORNL）研究了兩種為其熔鹽增殖反應爐製造增殖器的方法。由於燃料是液體，它們被稱為“單流體”和“雙流體”釷熱增殖熔鹽反應爐。

### 單流體反應堆
單流體設計包括一個大型反應爐容器，容器內裝有含釷和鈾的氟化鹽。浸入鹽中的石墨棒起著慢化劑的作用，引導鹽的流動。在ORNL的熔鹽增殖反應爐（MSBR）設計中減少反應爐堆芯邊緣附近的石墨量，會使外部區域處於慢化不足狀態，從而增加釷對那裡中子的俘獲。在這種設計下，大多數中子在距離反應爐邊界一定距離處產生，從而將中子洩漏降低到可接受的水平。儘管如此，單一流體設計需要相當大的尺寸才能進行增殖。
在增殖器配置中，需要進行大量的燃料處理，以去除燃料鹽中的裂變產物。（p. 181）在轉化堆配置中，燃料處理要求被簡化，以降低工廠成本。代價是需要定期更換鈾燃料。
熔鹽增殖反應試驗（MSRE,Molten-Salt Reactor Experiment）是一座僅在核心區域運作的原型反應爐。熔鹽增殖反應試驗提供了寶貴的長期運作經驗。根據日本科學家估計，單流體LFTR計畫只需在5到10年內投入約3到4億美元的相對適度資金，即可實現，用於資助填補微小技術空白的研究，並建造一座與熔鹽增殖反應試驗相當的小型原型反應爐。

### 雙流體反應堆
雙流體設計在機械上比「單流體」反應爐設計更為複雜。 「雙流體」反應爐具有一個中子密度較高的堆芯，燃燒來自釷燃料循環的鈾-233 。一層單獨的釷鹽包層吸收中子，並緩慢地將其中的釷轉化為鏷-233。鏷-233可以留在包層中中子通量較低的區域，這樣它就會緩慢衰變為鈾-233裂變燃料 ，而不是捕獲中子。這種增殖的可裂變鈾-233可以透過注入額外的氟來回收，形成六氟化鈾，這是一種可以從溶液中析出的氣體，可以被捕獲。一旦它再次還原為四氟化鈾（固體），就可以混入核心鹽介質中進行裂變。核心的鹽也經過淨化，首先透過氟化去除鈾，然後透過真空蒸餾去除並重新使用載體鹽。蒸餾後殘留的殘渣是LFTR的裂變產物廢料。
分離核心和覆蓋層流體的優點包括：
1. 燃料處理更簡單。釷的化學性質與幾種裂變產物（稱為鑭系元素）相似。將釷置於單獨的包層中，可使釷與鑭系元素隔離。由於堆芯流體中不含釷，鑭系元素裂變產物的去除過程更加簡單。
2. 低裂變燃料庫存。由於裂變燃料集中在少量堆芯流體中，實際的反應爐堆芯更加緊湊。在包含增殖燃料的外層包層中，除了已在那裡增殖的燃料外，沒有其他用於增殖的裂變材料。正因如此，1968 年 ORNL 的設計僅需 315 公斤裂變材料即可啟動一座 250 兆瓦(電) 雙流體 MSBR 反應爐。[21]（p. 35）這降低了初始裂變啟動裝藥的成本，並允許使用任何給定數量的裂變材料啟動更多反應爐。
3. 更有效率的增殖。釷包層可以有效捕捉來自核心區域的洩漏中子。包層內幾乎不會發生裂變，因此包層本身不會洩漏大量中子。這提高了中子的利用效率（中子經濟性），並提高了增殖率，尤其是在小型反應爐中。

雙流體設計的一個弱點是，由於快中子損傷，必須定期更換核心-包層屏障。（p. 29） ORNL 選擇石墨作為屏障材料，因為石墨吸收中子少，與熔鹽相容，耐高溫，並且具有足夠的強度和完整性來分離燃料鹽和包層鹽。中子輻射對石墨的影響是使其緩慢收縮然後膨脹，導致孔隙率增加和物理性能惡化。（p. 13）石墨管的長度會改變，並且可能破裂和洩漏。
雙流體設計的另一個弱點是其複雜的管路系統。ORNL認為，為了在可接受的低功率密度下實現高功率水平，需要將核心管和包層管進行複雜的交錯設計。（p. 4） ORNL最終沒有採用雙流體設計，也從未建造過任何雙流體反應爐的樣機。
然而，最近的研究對ORNL複雜的交錯石墨管的必要性提出了質疑，建議採用一種簡單的細長管殼式反應堆，該反應堆無需複雜的管道即可實現高功率輸出，並可適應熱膨脹，並允許更換管道。（p. 6） 此外，石墨可以用高鉬合金代替，這種合金用於聚變實驗，對中子損傷具有更高的耐受性。（p. 6）

### 混合“一個半流體”反應堆
燃料鹽中含有釷的雙流體反應爐有時被稱為“一流半”反應堆，或1.5流反應爐。這是一種混合反應爐，兼具單流反應爐和雙流反應爐的一些優點和缺點。與單流反應爐一樣，它的燃料鹽中也含有釷，這使得燃料處理變得複雜。然而，與雙流反應爐一樣，它可以使用高效的獨立包層來吸收從堆芯洩漏的中子。使用屏障將兩種流體隔離的另一個缺點仍然存在，但由於燃料鹽中含有釷，因此需要穿過此屏障進入包層流體的中子較少。這減少了對屏障的損害。屏障中的任何洩漏也不太嚴重，因為處理系統必須已經處理過核心中的釷。
在決定採用一流體半或兩流體LFTR時，主要的設計問題是，更複雜的再處理或更嚴苛的結構障礙是否更容易解決。
| 設計理念                        | 增殖比 | 裂變材料總量 |
| ------------------------------- | ------ | ------------ |
| 單流體、30 年石墨壽命、燃料處理 | 1.06   | 2300公斤     |
| 單流體，4年石墨壽命，燃料處理   | 1.06   | 1500公斤     |
| 1.5流體、可更換芯、燃料處理     | 1.07   | 900公斤      |
| 雙流體、可更換核心、燃料處理    | 1.07   | 700公斤      |

## 發電
運轉溫度高達攝氏700度的LFTR，其熱電轉換效率可達45%。這高於目前熱電轉換效率為32%至36%的輕水反應爐（LWR）。除了發電外，高溫LFTR產生的集中熱能還可用作高品質工業處理熱，用於多種用途，例如利用哈伯法生產氨或通過水分解制氫，從而消除了先轉換為電能的效率損失。

### 朗肯(Rankine)循環

Rankine Cycle Layout

朗肯循環是最基本的熱力學動力循環。最簡單的循環由蒸汽發生器、渦輪機、冷凝器和泵浦組成。工作流體通常是水。與LFTR耦合的朗肯動力轉換系統可以利用升高的蒸氣溫度來提高其熱效率。亞臨界朗肯蒸汽循環目前用於商業發電廠，最新的發電廠採用更高溫、更高壓的超臨界朗肯蒸汽循環。 ORNL 在 20 世紀 60 年代和 70 年代對 MSBR 的研究假設使用效率為 44% 的標準超臨界蒸汽渦輪機（p. 74），並在開發熔融氟鹽蒸汽發生器方面做了大量設計工作。

### 布雷頓(Brayton)循環

Brayton Cycle Layout

布雷頓循環發電機比朗肯循環佔地小得多，成本更低，熱效率更高，但需要更高的工作溫度。因此，它特別適合與 LFTR 一起使用。工作氣體可以是氦氣、氮氣或二氧化碳。低壓暖氣在環境冷卻器中冷卻。低壓冷氣被壓縮到系統的高壓。高壓工作氣體在渦輪機中膨脹以產生動力。渦輪機和壓縮機通常透過單軸機械連接。與低壓朗肯循環相比，高壓布雷頓循環預計發電機佔地面積較小。布雷頓循環熱機可以在較低壓力下運行，管道直徑更大。世界上第一個商用布雷頓循環太陽能電池模組（100 千瓦）於 2009 年在以色列阿拉瓦沙漠建成並展示。

## 裂變產物的去除
液態氟化釷反應爐（LFTR）需要一種機制來從燃料中去除裂變產物。反應爐中殘留的裂變產物會吸收中子，進而降低中子經濟性。這在釷燃料循環中尤其重要，因為釷燃料循環中剩餘中子很少，且熱中子譜吸收很強。最低要求是從廢燃料中回收有價值的裂變材料。
裂變產物的去除類似於固體燃料元件的後處理；透過化學或物理方法，將有價值的裂變燃料與廢裂變產物分離。理想情況下，可增殖燃料（釷或鈾-238）和其他燃料成分（例如載體鹽或固體燃料中的燃料包層）也可以重新用於製造新燃料。然而，出於經濟原因，它們也可能最終進入廢料中。
現場處理計劃將持續進行，每天清理一小部分鹽並將其送回反應爐。燃料鹽無需非常清潔；其目的是將裂變產物和其他雜質（例如氧氣）的濃度保持在足夠低的水平。某些稀土元素的濃度必須特別保持在較低水平，因為它們具有較大的吸收截面。其他一些截面較小的元素，例如銫或鋯，可能會在多年的運行中積累，直到被去除。
由於液態氟化釷反應爐（LFTR）的燃料是熔鹽混合物，因此採用高溫處理（高溫處理）方法頗具吸引力，這種高溫方法直接作用於熱熔鹽。高溫處理不使用對輻射敏感的溶劑，也不易受到衰變熱的干擾。它可以直接用於處理來自反應爐的高放射性燃料。在靠近反應爐的現場進行化學分離，可以避免運輸，並保持燃料循環的總庫存量較低。理想情況下，除了新燃料（釷）和廢物（裂變產物）之外的所有物質都留在工廠內。
液體燃料的一個潛在優勢是，它不僅便於從燃料中分離裂變產物，而且還可將單個裂變產物彼此隔離，可用於稀缺且各種工業（通過射線照相檢測焊縫的輻射源）、農業（通過輻照對農產品進行消毒）和醫療用途鉬-99衰變為鎝-99 ，這是最有效的放射性同位素）

### 按元素組細分的詳細信息
較貴重的金屬（鈀、釕、銀、鉬、鈮、銻、銥）在普通鹽中不會形成氟化物，而是形成細小的膠體金屬顆粒。它們會沉積在金屬表面，例如熱交換器，或更傾向於沉積在更容易更換的高表面積過濾器上。然而，由於MSRE的運作經驗相對較短，且獨立的實驗室實驗較為困難，這些顆粒的最終去向仍存在一些不確定性。
氙和氪等氣體很容易透過氦氣吹掃而出。此外，有些「貴」金屬會以氣溶膠的形式被去除。快速去除氙-135尤其重要，因為它是一種非常強的中子毒物，如果不去除，反應爐的控制將更加困難；這也能提高中子經濟性。這些氣體（主要由氦、氙和氪組成）會保留約兩天，直到幾乎所有氙-135和其他短壽命同位素都衰變。之後，大部分氣體可以回收。再保留幾個月後，放射性就會降低到足夠低的水平，可以在低溫下將氣體分離成氦（可重複使用）、氙（可出售）和氪。氪需要以壓縮形式儲存（例如，以壓縮形式）較長時間（數十年），以等待氪-85的衰變。
為了淨化熔鹽混合物，提出了幾種化學分離方法。與傳統的PUREX後處理相比，高溫處理製程更緊湊，產生的二次廢棄物較少。 LFTR熔鹽的高溫處理流程已從合適的液態開始，因此可能比使用固體氧化物燃料便宜。然而，由於尚未建成完整的熔鹽後處理廠，所有測試都僅限於實驗室，且僅使用了少量元件。我們仍需要進行更多研發工作，以改善分離工藝，使後處理更具經濟可行性。
鈾和一些其他元素可以透過稱為氟揮發的過程從鹽中去除：氟的噴射可以以氣體形式去除揮發性高價氟化物。這主要是包含鈾 233 燃料的六氟化鈾，但也包括六氟化錼、六氟化锝和六氟化硒，以及一些其他裂變產物（例如碘、鉬和碲）的氟化物。揮發性氟化物可以透過吸附和蒸餾進一步分離。在濃縮過程中，處理六氟化鈾已經很成熟。高價氟化物在高溫下腐蝕性很強，需要比哈氏合金更耐用的材料。 ORNL 的 MSBR 計劃中的一項建議是使用固化鹽作為保護層。在 MSRE 反應爐中，氟揮發被用來從燃料鹽中去除鈾。此外，對於固體燃料元件的使用，氟的揮發性也得到了相當充分的開發與測試。
另一種在MSRE專案期間測試的簡單方法是高溫真空蒸餾。像四氟化鈾這樣的低沸點氟化物以及LiF和BeF載體鹽可以透過蒸餾去除。在真空條件下，溫度可以低於環境壓力下的沸點。因此，大約1000°C的溫度足以回收大部分FLiBe載體鹽。然而，雖然原則上可行，但將氟化釷與沸點更高的鑭系氟化物分離需要非常高的溫度和新材料。對於使用鈾作為可裂變燃料的雙流體設計，化學分離可以採用以下兩個相對簡單的過程：可以透過氟揮發從包層鹽中去除鈾，並將其轉移到核心鹽中。要從核心鹽中去除可裂變產物，首先透過氟揮發去除鈾。然後可以透過高溫蒸餾回收載體鹽。包括鑭系元素在內的高沸點氟化物則作為廢物留下。

#### 選擇性的鏷Pa-233分離
橡樹嶺核電廠早期的化學設計並不關注核擴散，而是著眼於快速增殖。他們計劃分離並儲存鏷-233，使其能夠衰變為鈾-233，而不會被反應爐中的中子捕獲破壞。鏷-233的半衰期為27天，儲存2個月即可確保75%的鈾-233衰變為鈾-233燃料。對於液態氟化釷反應爐（LFTR）而言，鏷的移除步驟本身並非必要。其他解決方案包括降低功率密度，從而增加裂變物質的庫存（對於1倍或1.5倍流體），或增加包層（對於2倍流體）。此外，較硬的中子能譜有助於在不分離镤的情況下實現可接受的增殖。
如果指定進行Pa分離，則必須經常進行（例如每10天一次）才能有效。對於一座1吉瓦、單流體的核電廠來說，這意味著每天需要約10%的燃料或約15噸燃料鹽進行後處理。只有在成本遠低於目前固體燃料後處理成本的情況下，這才可行。
較新的設計通常避免了鏷-233的去除，並減少了需要後處理的鹽量，從而減少了化學分離所需的規模和成本。此外，它還避免了由於化學分離的Pa衰變中可能產生高純度鈾-233而引起的核擴散問題。
如果裂變產物與釷混合，分離會更加困難，因為釷、鈽和鑭系元素（稀土元素）的化學性質相似。建議的一種分離鑞和去除鑭系元素的方法是將其與熔融的鉍接觸。在氧化還原反應中，一些金屬可以轉移到鉍熔體中，以換取添加到鉍熔體中的鋰。在低鋰濃度下，鈾、鈽和鈽會轉移到鉍熔體。在還原性較強的條件下（鉍熔體中鋰含量較高），鑭系元素和釷係也會轉移到鉍熔體。然後，可以透過單獨的步驟將裂變產物從鉍合金中去除，例如透過與氯化鋰熔體接觸。然而，這種方法的發展程度遠不及成熟。其他液態金屬，例如鋁，也可能採取類似的方法。

## 優勢
與傳統固體鈾燃料輕水反應爐相比，釷燃料熔鹽反應爐具有許多潛在優勢：

### 安全
- 固有安全性。 LFTR 設計採用強大的負反應性溫度係數，以實現針對反應性偏移的被動固有安全性。溫度依賴性來自三個方面。首先，如果釷過熱，它會吸收更多中子，也就是所謂的多普勒效應(Doppler Effect)。[38]這使得較少的中子能夠繼續進行鍊式反應，從而降低功率。第二部分是加熱石墨慢化劑，通常會對溫度係數產生正貢獻。第三個效應與燃料的熱膨脹有關。 如果燃料過熱，它會大幅膨脹，由於燃料的液態特性，這會將燃料推出活性核心區域。在小型核心（例如 MSRE 測試反應爐）或慢化程度良好(well moderated)的堆芯中，這會降低反應性。然而，在大型、慢化程度不足(under-moderated)的核心（例如 ORNL MSBR 設計）中，較少的燃料鹽意味著更好的慢化效果(better moderation)，從而導致更高的反應性以及不理想的正溫度係數。
- 穩定的冷卻劑。熔融的氟化物化學性質穩定，不受輻射影響。即使在高溫和輻射條件下，氟鹽也不會燃燒、爆炸或分解。[39]不會像鈉冷卻劑一樣與水和空氣發生劇烈反應，也不會像水冷卻劑產生可燃氫氣。[40]然而，由於輻射分解，氟鹽在低溫（低於 100°C）下對輻射不穩定。
- 低壓運轉。由於冷卻鹽在高溫下仍保持液態[39]， LFTR核心設計為在低壓下運行，例如0.6 MPa[41] （與飲用水系統的壓力相當），壓力來自泵浦和靜水壓力。即使堆芯故障，體積也不會增加太多。因此，安全殼建築(Containment building)不會爆炸。 LFTR冷卻鹽的沸點非常高。即使在瞬態或事故期間溫度升高數百華氏度，也不會導致壓力顯著升高。反應爐中沒有水或氫氣，不會像福島第一核電廠事故那樣導致壓力大幅上升或爆炸[42]。
- 裂變不會產生壓力累積。液態氟化釷反應爐 (LFTR) 不會受到氣態和揮發性 裂變產物壓力累積的影響。液體燃料可以在線上移除氙等氣態裂變產物進行處理，因此這些衰變產物不會在災難中擴散。[43]此外，裂變產物與氟鹽（包括碘、銫和鍶）發生化學鍵合，從而捕獲輻射並防止放射性物質擴散到環境中。
- 更易於控制。熔鹽反應爐的優點是氙Xe-135容易去除。[氙-135]是一種重要的中子吸收劑，它使固體燃料反應爐難以控制。在熔融燃料反應爐中，氙-135可以被移除。在固體燃料反應爐中，氙-135會殘留在燃料中，干擾反應爐的控制。[44]
- 緩慢升溫。冷卻劑和燃料密不可分，因此任何燃料洩漏或移動必然會伴隨大量冷卻劑的流動。熔融氟化物具有較高的體積熱容，有些物質（例如氟鋰鈹）的體積熱容甚至高於水。這使得它們能夠在瞬態或事故中吸收大量熱量。[30][45]
- 被動衰變熱冷卻。許多反應爐設計（例如熔鹽反應爐實驗）允許燃料/冷卻劑混合物在反應爐不運行時排放至洩放罐（請參閱下文“故障安全堆芯”）。此洩放罐計畫採用某種被動衰變熱移除方式（具體細節尚待確定），因此依靠物理特性（而非控制）來運作。[46]
- 故障安全堆芯。液態氟化釷反應爐（LFTR）底部可能包含一個防凍塞，需要主動冷卻，通常使用小型電風扇。如果冷卻系統失效，例如由於電源故障，風扇就會停止，防凍塞熔化，燃料會被排入亞臨界被動冷卻儲存設施。這不僅可以停止反應堆，而且儲存槽可以更容易釋放輻照核燃料短暫放射性衰變產生的衰變熱。即使發生核心嚴重洩漏，例如管線破裂，鹽也會溢流到反應爐所在的水槽狀空間，燃料鹽會透過重力作用排入被動冷卻的排放槽。
- 減少長壽命廢物。 LFTR 可以顯著降低其反應爐廢棄物的長期放射毒性。使用鈾燃料的輕水反應爐燃料中 U-238 的含量超過 95%。這些反應爐通常會將部分 U-238 轉化為長壽命同位素鈽Pu-239。因此，幾乎所有燃料都離成為超鈾長壽命元素只有一步之遙。鈽-239 的半衰期為24,000 年，是輕水反應爐乏核燃料中最常見的超鈾元素。像 Pu-239 這樣的超鈾元素讓人覺得反應爐廢料是個永恆的問題。相較之下，LFTR 使用釷燃料循環，將釷轉化為 U-233。由於釷是一種較輕的元素，因此需要更多的中子捕獲來生產超鈾元素。 U-233 在 LFTR 中有兩次裂變的機會。第一次是作為 U-233（90% 將裂變），然後剩餘的 10% 還有一次機會，即嬗變為 U-235（80% 將裂變）。因此，達到錼-237（最有可能的超鈾元素）的燃料比例只有 2%，約為每 GWe 年 15 公斤。[47]這種超鈾產量比輕水反應爐小 20 倍，輕水反應爐每 GWe 年生產 300 公斤超鈾元素。重要的是，由於這種超鈾產量小得多，超鈾元素更容易回收。也就是說，它們會被送回核心最終裂變。採用 U238-鈽燃料循環的反應爐會產生更多的超鈾元素，這使得反應爐中子學和再循環系統的完全回收變得困難。在輕水反應爐（LFTR）中，只有極小一部分作為後處理損失進入最終廢料。將超鈾元素產量降低和循環利用這兩大優勢結合起來，釷燃料循環可將超鈾元素廢料的產生量比傳統的鈾燃料直流輕水反應爐減少一千多倍。唯一重要的長壽命廢料是鈾燃料本身，但它可以透過循環利用無限期地使用，並始終用於發電。 如果釷級反應爐必須關閉，可以關閉部分反應爐，並在剩餘的反應爐中燃盡其中的鈾燃料庫存，這樣即使是最終廢料，也能將其燒毀到社會所需的最低水平。[48] LFTR 的廢棄物中仍會產生放射性裂變產物，但這些產物的壽命不會很長－這些裂變產物的放射性毒性主要來自銫-137和鍶-90。半衰期較長的是銫：30.17年。因此，30.17年後，衰變會使放射性降低一半。十個半衰期將使放射性降低二的十次方，即1024倍。此時，大約300年後，裂變產物的放射性會低於天然鈾。[49][50]此外，燃料材料的液態不僅可以將裂變產物與燃料分離，還可以將它們彼此分離，從而可以根據每種裂變產物的半衰期長短進行分類，這樣一來，半衰期較短的產物就可以比較半衰期較長的產物更早地從儲存中取出。
- 抗擴散。 2016 年，諾貝爾物理學獎得主、歐洲核子研究中心前主任卡洛·魯比亞博士（英语：Carlo Rubbia）聲稱，美國在 20 世紀 70 年代削減釷反應爐研究的主要原因是它如今如此具有吸引力：釷很難變成核武器[51]。 LFTR 以四種方式防止其燃料轉用於核武：首先，釷-232 先轉化為鏷-233，然後衰變為鈾-233。如果鏷留在反應爐中，也會產生少量的鈾-232。鈾-232 的衰變鏈產物（鉈-208）會發射出強大而危險的伽馬射線。這些在反應爐內部不是問題，但在炸彈中，它們會使炸彈製造複雜化，損壞電子設備並暴露炸彈的位置。[52]第二個防擴散特性在於，LFTR 產生的鈽非常少，每千兆瓦年發電量（這是單一大型反應爐一年的發電量）僅產生約 15 公斤鈽。這些鈽主要也是鈽-238，由於會產生高熱和自發中子，因此不適合製造裂變炸彈。第三個特性是，LFTR 產生的備用燃料很少。它每年產生的燃料最多比燃燒的多 9%，設計一個燃料產量只多 1% 的反應爐就更容易了。在這種反應爐中，快速製造炸彈將導致發電廠停止運行，這很容易暴露國家的意圖。最後，使用釷可以減少並最終消除對鈾濃縮的需求。鈾濃縮是各國取得炸彈製造材料的兩種主要方法之一。[6]

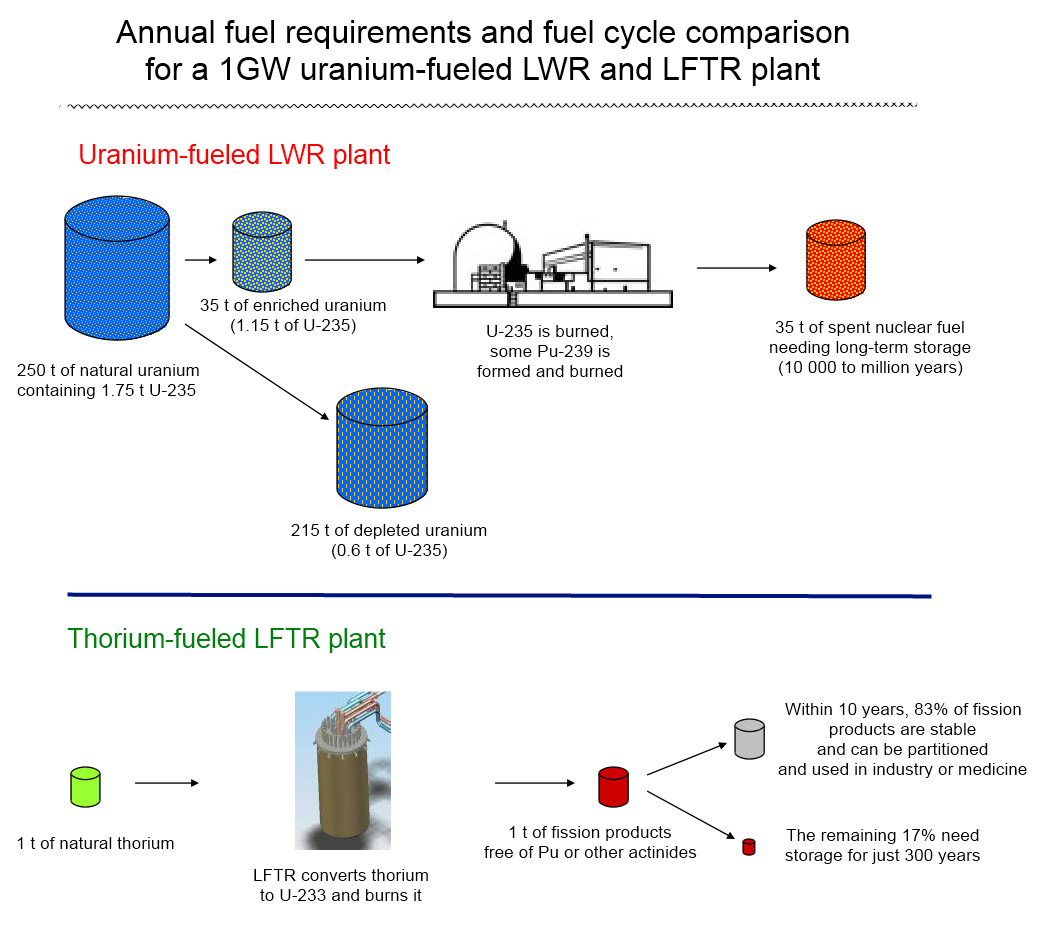
1吉瓦鈾燃料輕水器 (LWR) 和 1 吉瓦釷燃料輕反應爐 (LFTR) 發電廠的年度燃料需求和廢棄物比較。

### 經濟高效
- 釷豐度。 LFTR將釷轉化為鈾-233燃料。地殼中釷的含量約為鈾238的三到四倍（釷的豐度與鉛大致相同）。它是稀土開採的副產品，通常被當作廢料丟棄。使用LFTR，可以獲得足夠的廉價釷，以滿足全球數十萬年的能源需求。釷在地殼中的含量比錫、汞或銀高。[54]一立方公尺普通地殼可產出相當於四塊方糖的釷，如果完全裂變，足以滿足一個人十多年的能源需求。 據估計，蒙大拿州和愛達荷州邊境的萊姆哈伊山口蘊藏著180萬噸高品位釷礦石。 500噸釷礦石可以滿足美國一年的全部能源需求。由於目前需求不足，美國政府已將約 3,200 公噸精煉硝酸釷送回地殼，埋藏在內華達沙漠。
- 自然資源並不短缺。鈹、鋰、鎳和鉬等其他自然資源充足，足以建造數千座輕型核反應爐。
- 反應爐效率。常規反應爐消耗的鈾礦不到1%，其餘則作為廢棄物處理。在後處理系統完美運作的情況下，LFTR（液態氟化釷反應爐）可消耗高達約99%的釷燃料。燃料效率的提升意味著，LFTR中1噸天然釷產生的能量相當於常規反應爐中35噸濃縮鈾（需要250噸天然鈾）或燃煤電廠416.6萬噸黑煤。
- 熱力學效率。採用現代超臨界蒸汽渦輪機運轉的液態氟化釷反應爐（LFTR）的熱電效率為45%。未來，由於其高溫運轉特性，閉式氣體布雷頓循環可用於LFTR發電廠，其熱電效率可高達54%。這比目前的輕水反應爐（33%）高出20%至40%，因此，裂變燃料和增殖燃料的消耗、裂變產物的產生、用於冷卻的廢熱排放以及反應爐熱功率同樣可減少20%至40%。[6]
- 無需濃縮和燃料元件製造。由於100%的天然釷可用作燃料，且燃料為熔鹽形式而非固體燃料棒，因此無需昂貴的燃料濃縮和固體燃料棒的驗證程序及製造過程。這大大降低了LFTR的燃料成本。即使LFTR使用濃縮鈾啟動，也只需一次濃縮即可啟動。啟動後，無需進一步濃縮。
- 燃料成本更低。與固體燃料生產相比，鈹鹽相當便宜。例如，雖然每公斤鈹的價格相當昂貴，但大型1 GWe反應爐所需的鈹量卻很少。 ORNL的MSBR需要5.1噸鈹金屬和26噸BeF2[55] 。每公斤147美元的BeF2計算，這份庫存的成本不到400萬美元，對於一座價值數十億美元的發電廠來說，這是一筆不小的成本。因此，鈹價格即使超過此處假設的水平，對發電廠的總成本也影響不大。濃縮鋰-7的成本不太確定，為每公斤LiF 120-800美元。[1]庫存（同樣基於 MSBR 系統）中 17.9 噸七鋰相當於 66.5 噸 LiF ，LiF 的成本在 800 萬至 5300 萬美元之間。添加 99.1 噸釷（每公斤 30 美元），僅增加 300 萬美元。可裂變材料更昂貴，特別是如果使用昂貴的後處理鈽，每克可裂變鈽的成本為 100 美元。透過軟中子譜實現的啟動可裂變裝藥僅 1.5 噸，總成本為 1.5 億美元。[1]將所有成本加在一起，一次性燃料裝藥的總成本為 1.65 億美元至 2.1 億美元。這與輕水反應爐第一個核心的成本相似。[56]根據後處理的具體細節，鹽庫一次可以使用數十年，而輕水反應爐每4至6年就需要更換一次全新的堆芯（每12至24個月更換1/3）。 ORNL估計，即使是更昂貴的三環路系統，鹽庫的總成本也約為3000萬美元，以今天的貨幣價值計算，不到1億美元。[57]
- LFTR 更乾淨：作為一個完全回收系統，LFTR 排放的廢棄物主要為裂變產物，其中大部分（83%）的半衰期相對較短，僅為數小時或數天[58]而傳統核電廠排放的錒系元素廢物的半衰期則更長。[52]這顯著縮短了廢棄物在地質處置庫中所需的收容時間。其餘 17% 的廢棄物僅需 300 年即可達到背景水準。[58]釷燃料循環廢棄物的放射毒性比鈾燃料循環廢棄物的放射毒性約低 10,000 倍。
- 所需裂變燃料較少。由於液態氟化釷反應爐（LFTR）是熱譜反應爐，啟動所需的裂變燃料較少。啟動單流體LFTR僅需1-2噸裂變燃料，雙流體設計則可能低至0.4噸。[1]相較之下，固體燃料快中子增殖反應爐至少需要8噸裂變燃料才能啟動。雖然快中子反應爐理論上可以很好地利用超鈾廢料啟動，但其高裂變燃料啟動成本使其非常昂貴。
- 無需停機換料。 LFTR使用液體燃料，因此無需為了換料而關閉並拆卸反應爐。因此，LFTR 換料不會造成停電（線上換料）。
- 負荷追蹤。由於 LFTR 不存在氙氣中毒問題，因此在電力需求低時可以降低功率，並隨時重新啟動。
- 無高壓容器。由於堆芯不加壓，因此無需輕水反應爐中最昂貴的部件——堆芯高壓容器。取而代之的是低壓容器和熔鹽管道，這些管道由相對較薄的材料構成。雖然金屬是一種耐熱耐腐蝕的鎳合金—哈氏合金-N，但所需用量相對較少。
- 卓越的傳熱性能。液態氟化鹽，尤其是 LiF 基鹽，具有良好的熱傳導性能。 LiF-ThF4等燃料鹽的體積熱容量比水高約 22%，[59] FLiBe 的熱容量比水高約 12%。此外，LiF 基鹽的導熱係數約為壓水堆中高溫加壓水的兩倍。這使得傳熱效率更高，主迴路更緊密。與同類高溫反應爐冷卻劑氦氣相比，差異更大。燃料鹽的體積熱容量是高溫加壓氦氣的 200 倍以上，導熱係數是後者的 3 倍以上。熔鹽迴路所需的管徑僅為高壓氦氣的 1/5，泵送功率僅為高壓氦氣的 1/20，同時壓力保持在大氣壓力下[60]
- 更小、低壓的安全殼。透過使用液態鹽代替加壓水作為冷卻劑，可以使用僅比反應爐容器稍大的安全殼結構。輕水反應爐使用加壓水，當發生洩漏時，加壓水會閃蒸成蒸汽並膨脹一千倍，因此需要比反應爐容器大一千倍的安全殼結構。 LFTR安全殼不僅物理尺寸更小，而且本身就具有低壓特性。安全殼內不存在任何可能導致壓力快速上升的儲能源（例如氫氣或蒸氣）。這使得LFTR不僅在固有安全性方面具有顯著的理論優勢，而且在體積更小、材料使用量更少和建造成本更低方面也具有顯著的理論優勢。
- 變更廢棄物為資源。有人提出，或許可以提取部分裂變產物，使其具有單獨的商業價值。[61]然而，與產生的能量相比，裂變產物的價值較低，且化學純化成本高昂。[62]
- 高效開採。從地殼中提取釷比鈾礦開採更安全、更有效率。釷礦石－獨居石－的釷含量通常高於其礦石中鈾的含量。這使得釷成為更具成本效益、對環境危害較小的燃料來源。釷礦開採也比鈾礦開採更容易、更安全，因為釷礦是露天開採，不需要像地下鈾礦那樣進行通風，而地下鈾礦中的氡含量可能對人體有害。[63]
- 無需水—與需要大量水進行冷卻的傳統核電站不同，熔鹽反應爐使用熔鹽作為冷卻劑。

## 挑戰
LFTR與目前運作的商用動力反應爐截然不同。這些差異帶來了設計難題和權衡：
- 尚未大規模生產——芝加哥大學2014年的一項研究得出結論，由於該設計尚未進入商業化階段，如果不進行大規模生產，就無法充分發揮其經濟優勢：「儘管與傳統鈾電廠相比，建造LFTR可以節省變電站成本，但考慮到目前（截至2014年）的行業環境，成本差異仍然不足以證明建造新的 LFTR 能否達到損益平衡。[64]
- 達到損益平衡的增殖效果值得懷疑－雖然計畫通常要求達到損益平衡的增殖效果，但在滿足其他要求的情況下，能否達到損益平衡仍值得懷疑。釷燃料循環的備用中子非常少。由於化學後處理有限（出於經濟原因），以及為了達到負空泡係數等安全要求而做出的妥協，可能會損失過多的中子。過去提出的、有望實現增殖性能的單流體設計方案往往具有不安全的正空泡係數(void coefficient)，並且通常假設過度燃料清潔是經濟可行的。[38]
- 仍需大量開發－儘管ARE和MSRE實驗反應爐早在20世紀60年代就已建成，但LFTR仍需大量開發。這包括大部分化學分離、（非能動）緊急冷卻、氚屏障、遠端操作維護、大規模鋰-7生產、高溫動力循環以及更耐用的材料。
- 啟動燃料－與開採的鈾不同，開採的釷不含有可裂變同位素。釷反應爐利用釷生成可裂變的鈾233，但初始啟動需要少量的可裂變材料。而這種材料相對較少。這就提出瞭如何在短時間內啟動反應爐的問題。一種方案是在當今的固體燃料反應爐中生產鈾233，然後將其從固體廢料中再加工出來。液態氟化釷反應爐（LFTR）也可以使用其他可裂變同位素、來自反應爐或退役炸彈的濃縮鈾或鈽來啟動。濃縮鈾啟動需要高濃縮度。退役鈾彈擁有足夠的濃縮度，但不足以啟動許多LFTR。將氟化鈽與鑭系元素裂變產物分離非常困難。雙流體反應爐的一種方案是，在燃料鹽中加入鈽或濃縮鈾，在包層中增殖鈾-233，並將其儲存起來，而不是將其送回核心。取而代之的是，添加鈽或濃縮鈾來繼續鍊式反應，類似於今天的固體燃料反應爐。當增殖出足夠的鈾-233時，用新燃料取代舊燃料，保留鈾-233用於其他啟動。單流體反應爐作為轉換器運行，也存在類似的方案。這種反應爐在運作時不會對燃料進行後處理。相反，反應爐以鈽為增殖劑，以釷為增生劑，然後添加鈽。鈽最終燃盡，並在原位產生鈾-233 。在反應爐燃料壽命結束時，可以對乏燃料鹽進行後處理，回收增殖的鈾-233，用於啟動新的液態氟化釷反應爐（LFTR）。[65]
- 鹽凍結－氟化鹽混合物的熔點在 300 至 600 °C（572 至 1,112 °F）之間。這些鹽，尤其是含氟化鈹的鹽，在接近凝固點時會變得非常黏稠。這需要精心設計安全殼和熱交換器並採取防凍措施。在正常運作、瞬態運轉和長時間停機期間，必須防止結凍。主迴路鹽含有衰變產熱裂變產物，有助於維持所需的溫度。對於熔鹽反應爐 (MSBR)，ORNL 計劃將整個反應爐室（熱室）保持在高溫狀態。這樣就無需在所有管道上安裝單獨的電加熱管線，並使主迴路組件的加熱更加均勻。為熔鹽冷卻固體燃料反應爐所發展的一種「液體爐」概念採用一個包含整個主迴路的獨立緩衝鹽池。[66]由於緩衝鹽具有高熱容和相當大的密度，它可以防止燃料鹽凍結，參與被動衰變熱冷卻系統，提供輻射屏蔽，並減少主迴路部件的自重應力。這種設計也可以用於液態氟化釷反應爐（LFTR）。
- 鈹毒性－擬定的混合鹽FLiBe含有大量鈹，對人體有毒（儘管其毒性遠不及裂變產物和其他放射性物質）。為防止鈹中毒，主冷卻迴路中的鹽必須與工人和環境隔離。這在工業上是常規做法。[67]（pp. 52–66）根據工業經驗，預計鈹安全的額外成本僅為0.12美元/兆瓦時。啟動後，主燃料鹽中的裂變過程會產生高放射性裂變產物，並產生高γ和中子輻射場。因此，有效的遏制是首要要求。也可以使用不含鈹的氟化鋰-氟化釷共晶系統來運行，就像法國LFTR設計「TMSR」所選擇的那樣。[68]雖然這樣做的代價是熔點會略高，但同時也具有簡單的優點（避免了BeF2在後處理系統中），增加了三氟化鈽的溶解度，減少了氚的產生（鈹產生鋰-6，鋰-6又產生氚），並改善了熱傳導（BeF2會增加鹽混合物的黏度）。替代溶劑，例如氟化鈉、氟化銣和氟化鋯，可以降低熔點，但會降低增殖速率。
- 緩發中子的損失－為了實現可預測的控制，核反應爐依賴緩發中子。它們需要在裂變產物衰變中產生的額外緩慢演化的中子來繼續鍊式反應。由於緩發中子演化緩慢，這使得反應爐非常容易控制。在液態氟化釷反應爐（LFTR）中，熱交換器和管道中存在裂變產物，這意味著一部分緩發中子也會流失。[69] 它們不參與核心的臨界鍊式反應，這反過來意味著反應爐在流量、功率等變化時會變得不那麼平穩。大約有一半的緩發中子可能會損失。實際上，這意味著熱交換器必須緊湊，以使堆芯外部的體積盡可能小。堆芯越緊湊（功率密度越高），這個問題就越重要。堆芯外部熱交換器中的燃料越多，也意味著需要更多昂貴的裂變燃料來啟動反應爐。這使得相當緊湊的熱交換器成為 LFTR 的重要設計要求。
- 廢棄物管理－約 83% 的放射性廢棄物的半衰期為數小時或數天，其餘 17% 需要在地質穩定的封閉環境中儲存 300 年才能達到背景水準。[70]如果氟化物燃料鹽以固體形式儲存數十年，輻射會導致腐蝕性氟氣和六氟化鈾的釋放。在長期停堆前，必須將燃料鹽卸出並清除廢棄物，並將其儲存在攝氏 100 度以上。[71]氟化物較不適合長期儲存，因為某些氟化物（例如氟化銫）具有很高的水溶性，除非將其玻璃化在不溶性的硼矽酸鹽玻璃中。[72]
- 退役成本不確定－熔鹽反應爐實驗的清理費用約為1.3億美元，用於一個小型8兆瓦熱電廠。高昂成本的主要原因是，由於ORNL未能正確地進行燃料的卸料和儲存，導致儲存的冷燃料鹽中意外析出了氟和六氟化鈾，但現在這一問題已在熔鹽反應爐的設計中得到考慮。[71]此外，根據以往經驗，退役成本與電廠規模的關係並不大[73]，而且這些成本是在電廠壽命結束時產生的，因此按每千瓦時收取少量費用即可。例如，一座GWe反應爐電廠在40年的使用壽命內可生產超過3000億千瓦時的電力，因此，每千瓦時0.001美元的退役費用，在電廠壽命結束時可產生3億美元及利息成本。
- 貴金屬沉積－一些放射性裂變產物，例如貴金屬，會沉積在管道上。必須開發新型設備，例如鎳棉海綿濾芯，以過濾和捕獲貴金屬，防止其沉積。
- 石墨壽命有限－緊湊型設計中石墨慢化劑和燃料/增殖迴路分離器的壽命有限。在快中子的作用下，石墨首先收縮，然後無限膨脹，直至變得非常脆弱並可能破裂，從而產生機械問題，並導致石墨吸收足夠多的裂變產物來毒化反應。[74] 1960 年的雙流體設計預計石墨更換週期為 4 年。[1]（p. 3） 從密封管路中去除石墨是改用單流體設計的主要動機。[16]（p. 3） 更換這個大型核心零件需要遠端操作設備。熔鹽反應爐設計必須安排好這種更換。在熔鹽反應爐中，幾乎所有的燃料和裂變產物都可以透過管道輸送到儲槽。只有不到百分之一的裂變產物最終進入石墨，主要是因為裂變產物撞擊石墨。這使得石墨表面具有放射性，如果不回收/去除至少表面層，就會產生相當大的廢物流。去除表面層並回收剩餘的石墨可以解決這個問題。現有幾種回收或處理核減速劑石墨的技術。[75]石墨在低溫下是惰性的且不動的，因此可以根據需要輕鬆儲存或掩埋。至少有一個設計使用漂浮在鹽中的石墨球（鵝卵石），可以在不關閉反應爐的情況下不斷取出和檢查。[76]降低功率密度可延長石墨的壽命。[77]（p. 10）相較之下，固體燃料反應爐通常每 12 至 24 個月更換 1/3 的燃料元件，包括其中所有的高放射性裂變產物。這通常是在保護和冷卻的水柱層下進行的。
- 石墨引起的正反應性回饋－石墨加熱時，會增加U-233裂變，導致不良的正回饋。 LFTR的設計必須避免某些石墨和鹽的組合以及某些堆芯幾何形狀。如果透過使用充足的石墨並由此獲得良好的熱能譜來解決這個問題，則很難達到盈虧平衡的增殖。少量或不使用石墨的替代方案會導致更快的中子譜。這需要大量的裂變材料庫存，並且會增加輻射損傷。[38]
- 鈽溶解度有限－鈽、鎇和鋦的氟化物以三氟化物的形式存在，這意味著它們連接著三個氟原子（PuF3，AmF3,CmF3）。此類三氟化物在FLiBe載體鹽中的溶解度有限。這使得啟動變得複雜，尤其對於使用較小主鹽量的緊湊型設計。當然，將載鈽廢料排除在啟動過程之外是更好的解決方案，這樣就不會出現這個問題。可以透過減少或不使用氟化鈹（氟化鈹在三氟化物中不溶解）或在更高溫度下運行（與大多數其他液體一樣，溶解度隨溫度升高而升高）來提高溶解度。熱譜、低功率密度核心則不存在鈽溶解度問題。
- 後處理帶來的擴散風險－有效的後處理意味著存在擴散風險。低密度放射性同位素反應爐（LFTR）也可用於處理來自其他反應爐的鈽。然而，如上所述，鈽在化學上很難與釷分離，如果用大量釷稀釋，鈽就不能用於製造核彈。此外，釷燃料循環產生的鈽燃料循環產生的鈽主要是Pu-238，它會產生大量的自發性中子和衰變熱，因此僅用這種同位素就無法製造裂變炸彈，而製造含有即使比例極低的Pu-238的核彈也極其困難。 567瓦/公斤的產熱率意味著[78]，用這種材料製成的炸彈核心將持續產生數千瓦的熱量。唯一的冷卻途徑是透過周圍的高爆層進行傳導，而這些層是不良導體。這會產生難以控制的高溫，足以摧毀整個裝置。自發性裂變率為1204 kBq/g  ，是鈽-240的兩倍以上。即使這種同位素的比例非常低，也會因自發性裂變產生的中子引發鍊式反應而導致“預爆”，從而大幅降低炸彈當量，最終導致“嘶嘶聲”而非爆炸。後處理本身需要在完全封閉的熱室中進行自動化處理，這使得核轉移變得複雜。與現今的PUREX等萃取方法相比，高溫處理過程難以接近，並且會產生不純的裂變材料，通常伴隨大量裂變產物污染。雖然對於自動化系統來說這不是問題，但對於潛在的核擴散者來說，這構成了嚴重的挑戰。
- 鏷分離帶來的核擴散風險－緊湊型設計只能透過快速分離鈸來增殖，這存在核擴散風險，因為這可能使其獲得高純度的鈾-233。這很困難，因為這些反應爐產生的鈾-233會被鈾-232（一種高γ射線發射源）污染，需要建立保護性熱濃縮設施[58]，因為這可能將其轉化為武器級材料。因此，商用動力反應爐的設計可能必須不採用分離方法。實際上，這意味著要嘛不進行增殖，要嘛以較低的功率密度運行。雙流體設計可以採用更大的再生區，並保留高功率密度核心（該堆芯不含釷，因此也不含鏷）。然而，一群核子工程師在《自然》（2012）雜誌上撰文指出，鏷途徑是可行的，因此釷「並不像人們認為的那樣無害…」[79]
- 錼-237 的擴散－在使用氟化器的設計中，錼-237 會與鈾一起以氣態六氟化物的形式出現，並可透過固體氟化物顆粒吸收床輕鬆分離。目前還沒有人製造過這樣的核彈，但錼-237 相當大的快裂變截面和較低的臨界質量暗示了這種可能性。當錼-237 保存在反應爐中時，它會嬗變為短壽命的鈽-238。所有反應爐都會產生大量的，它們始終以高（單）同位素質量存在，並且易於通過化學方法提取。[80]
- 中子中毒與鋰-6 產生氚——鋰-6 是強中子毒物；使用含有 7.5% 鋰-6 含量的氟化鋰 (LiF) 和天然鋰會導致反應爐無法啟動。堆芯中的高中子密度會迅速將 鋰-6嬗變成氚，從而損失維持盈虧平衡增殖所需的中子。氚是氫的放射性同位素，其化學性質與普通氫幾乎相同。[81]在熔鹽堆 (MSR) 中，氚的遷移率很高，因為在高溫下，元素形式的氚會在金屬中迅速擴散。如果鋰的同位素富集程度為鋰-7，且同位素分離水平足夠高（鋰-7 的含量為 99.995%），那麼對於 1 GWe 的反應爐來說，每年產生的氚僅為幾百克。這種少量的氚主要來自鋰-7 -氚反應和鈹，鈹可以透過先嬗變生成可產生氚的鋰-6來間接產生氚。使用鋰鹽的液態氟化釷反應爐(LFTR) 設計選擇了鋰-7同位素。在海斯-蘇黎世反應爐 (MSR) 中，透過同位素濃縮成功地從燃料鹽中去除了鋰-6。由於鋰-7比鋰-6重至少16%，是最常見的同位素，因此鋰-6相對容易且成本低廉。鋰的真空蒸餾效率每級高達 8%，並且只需要在真空室中加熱。[82] 然而，大約每 90,000 次裂變中才會有一次產生氦-6 ，氦-6會迅速衰變為鋰-6，每 12,500 次裂變中才會有一次直接產生氚原子（在所有反應堆類型中）。實用的海斯-蘇黎世反應爐 (MSR) 在乾燥惰性氣體（通常是氦氣）的保護下運作。低密度反應爐 (LFTR) 為回收氚提供了良好的機會，因為氚不像 CANDU 反應爐那樣在水中被高度稀釋。目前有多種方法可以捕獲氚，例如將其氫化為鈦[83] 、將其氧化為流動性較低（但仍易揮發）的形式（例如氟硼酸鈉或熔融硝酸鹽），或者將其捕獲在渦輪動力循環氣體中，並使用氧化銅顆粒將其排出。[84]（p. 41） ORNL 開發了一種二次迴路冷卻劑系統，該系統可以透過化學方法捕獲殘留的氚，以便將其從二次冷卻劑中去除，而不是擴散到渦輪動力循環中。 ORNL 計算得出，這將使氚排放量降低到可接受的水平。[81]
- 碲腐蝕－反應爐會產生少量碲作為裂變產物。在MSRE中，這導致特殊鎳合金Hastelloy - N的晶界出現少量腐蝕。冶金研究表明，在Hastelloy -N合金中添加1%至2%的鈮可提高其抗碲腐蝕能力。[49]（pp. 81–87） MSRE持續將浸沒在泵浦碗內籠子中的鈹金屬棒與流動的燃料鹽接觸。這導致燃料鹽中氟含量不足，從而將碲還原為腐蝕性較低的元素形式。這種方法整體上也能有效減少腐蝕，因為裂變過程會產生更多的氟原子，否則這些氟原子會侵蝕結構金屬。[85]（pp. 3–4）
- 鎳合金的輻射損傷－標準哈氏合金 N 被發現會因中子輻射而變脆。中子與鎳發生反應生成氦氣。氦氣在合金內部的特定位置聚集，從而增加了應力。 ORNL 透過在哈氏合金 N 中添加 1-2% 的鈦或鈮來解決這個問題。這改變了合金的內部結構，使氦氣分佈更均勻。這減輕了應力，使合金能夠承受相當大的中子通量。然而，最高溫度限制在 650 °C 左右。[86]可能需要開發其他合金。容納鹽的外層反應爐壁可以採用中子屏蔽層，例如碳化硼，以有效保護其免受中子損傷。
- 商業模式－如今的固體燃料反應爐供應商透過燃料製造獲得長期收入。由於無需製造和銷售燃料，低密度反應爐 (LFTR) 將採用不同的商業模式。要使這項業務切實可行，進入門檻將很高。現有的基礎設施和零件供應商主要面向水冷反應爐。釷市場和釷礦開採規模較小，因此所需的大量基礎設施尚不完善。監管機構在監管釷反應爐方面經驗不足，這可能導致工程長期延誤。
- 動力循環的開發－為了實現最高效率，需要開發大型氦氣或超臨界二氧化碳渦輪機。這些氣體循環在熔鹽燃料反應爐或熔鹽冷卻反應爐中使用時具有許多潛在優勢。[87]這些閉式氣體循環在商用渦輪發電機組的設計上面臨挑戰，工程規模也需要提升。[88]標準的超臨界蒸汽渦輪機可以在效率略有下降的情況下使用（MSBR的淨效率設計約為44%，使用的是20世紀70年代的老式蒸汽渦輪機）[89]。熔鹽蒸汽發生器仍有待開發。目前，硝酸熔鹽蒸汽發生器已用於西班牙的Andasol等聚光太陽能熱電廠。這種發生器可以作為熔鹽反應爐的第三個循環迴路，在那裡它還可以捕獲通過一次和二次熱交換器擴散的任何氚。[90]

## 最新進展

### 富士 MSR
富士熔鹽反應爐（FUJI MSR）是一種100至200兆瓦（MWe）熔鹽燃料釷燃料循環熱增殖反應爐，採用與橡樹嶺國家實驗室實驗器類似的技術。該反應爐由一個由日本、美國和俄羅斯組成的聯合體開發。作為一座增殖反應堆，它將釷轉化為核燃料。 2010年7月，一個產業組織提交了富士熔鹽反應爐的最新計畫。他們預期其成本為每度電2.85美分。
IThEMS聯盟計劃在獲得額外的 3 億美元資金後，首先建造一座規模小得多、設計相同的MiniFUJI 10 MWe反應堆，但由於無法獲得足夠的資金，IThEMS於2011年關閉。 2011年，IThEMS首席科學家Kazuo Furukawa和Masaaki Furukawa創立了一家名為Thorium Tech Solution (TTS) 的新公司。 TTS 收購了 FUJI 的設計方案及其一些相關專利。

### 中國釷熔鹽反應爐項目
中華人民共和國啟動了釷基熔鹽反應爐技術研發計畫。此計畫於 2011 年 1 月在中國科學院年會正式宣布。其最終目標是在 20 年左右的時間研究和開發釷基熔鹽核系統。 TMSR 研究計畫的預期中期成果是在2015年建造一座2兆瓦的球床氟鹽冷卻研究反應爐，並在 2017 年建造一座 2 兆瓦的熔鹽燃料研究反應爐。隨後將建造一座 10 兆瓦的演示反應爐和一座 100 兆瓦的中試反應爐。此計畫由江綿恆牽頭，啟動資金為3.5億美元，已招募140名博士科學家，在上海應用物理研究所全職從事釷熔鹽反應爐研究。截至2015年，員工人數已增至700人。截至2016年，他們的計劃是，預計2025年將建成一個10兆瓦的LFTR試點項目，2035年將建成一個100兆瓦的版本。
2021年8月底，中國科學院上海應用物理研究所（SINAP）在甘肅武威建造了一座2兆瓦（熱）實驗釷熔鹽反應爐，即液態燃料釷基熔鹽實驗堆(TMSR-LF1)。中國計劃在2030年前進行373兆瓦版本的後續實驗。

### 美國弗利貝能源(Flibe Energy/Thorium Energy)
柯克‧索倫森 (Kirk Sorensen)，前美國國家航空暨太空總署 (NASA)科學家、特萊達因布朗工程公司 (Teledyne Brown Engineering)首席核子技術專家，長期以來一直是釷燃料循環，尤其是液態氟化釷反應爐的推動者。他在 NASA 工作期間首次研究釷反應爐，當時他正在評估適用於月球殖民地的發電廠設計。關於這種燃料循環的資料出奇地難找，因此2006年索倫森創辦了“energyfromthorium.com”，這是一個文檔存儲庫、論壇和博客，用於推廣這項技術。 2006 年，索倫森創造了液態氟化釷反應爐和LFTR命名法，以描述基於液態氟化鹽燃料的熔鹽反應爐設計子集，其設計在熱譜中將釷增殖為鈾-233。2011年，索倫森創立了 Flibe Energy，該公司最初打算開發 20-50 MW LFTR小型模組化反應爐設計，為軍事基地供電；索倫森指出，在現代美國核子監管和政治環境下，推廣新型軍用設計比推廣民用發電廠設計更容易。一份由美國電力研究院 (EPRI)和南方電力公司協調的獨立技術評估，提供了迄今為止關於 Flibe Energy 提議的 LFTR 設計的最詳細信息。

### 哥本哈根原子公司(Copenhagen Atomics)
哥本哈根原子公司是一家丹麥熔鹽技術公司，致力於開發可大規模生產的 100MWth熔鹽反應爐。哥本哈根原子公司廢棄物燃燒器是一種單一流體、重水慢化、氟化物基、熱光譜和自主控制的熔鹽反應爐。它設計用於裝入一個密封的 40 英尺不銹鋼集裝箱內。重水慢化劑與鹽隔熱，並持續排出並冷卻至50°C (122°F) 以下。一種熔融的鋰-7 氘氧化物 (7LiOD) 慢化劑版本也在研究中。反應爐採用釷燃料循環，使用從乏核燃料分離的鈽作為第一代反應爐的初始裂變負載，最終過渡到釷增殖反應爐。哥本哈根原子公司正在積極開發和測試閥門、泵浦、熱交換器、測量系統、鹽化學和淨化系統以及熔鹽應用的控制系統和軟體。
2024年7月，哥本哈根原子能公司宣布，他們的反應爐已準備好在真實場景中接受測試，並將於2026年在瑞士保羅謝爾研究所進行一項關鍵實驗。

### 澳洲釷能源發電有限公司(TEG)
釷能源發電有限公司（Thorium Energy Generation Pty. Limited，TEG）是一家澳洲研發公司，致力於在全球開發液態氟化釷反應爐（LFTR）以及釷加速器驅動系統的商業化應用。截至2015年6月，TEG已停止營運。

### 英國阿爾文溫伯格基金會(Alvin Weinberg Foundation)
阿爾文·溫伯格基金會是一家英國慈善機構，成立於2011年，致力於提高人們對釷能源和低熔鹽反應爐（LFTR）潛力的認識。該基金會於2011年9月8日在英國上議院正式成立。該基金會以美國核物理學家阿爾文·M·溫伯格的名字命名，他是釷熔鹽反應爐研究的先驅。

### 美國索爾康(Thorcon)
ThorCon核反應爐是美國Thorcon公司擬建的浮動熔鹽反應爐。此雙反應爐裝置設計在船廠的裝配線上製造，並透過駁船運送至任何海洋或主要水道海岸線。反應爐將以密封單元形式交付，且永遠不會在現場打開。所有反應爐維護和燃料處理均在場外進行。

### 荷蘭核子研究與諮詢集團(NRG, Dutch Nuclear Research and Consultancy Group)
2017年9月5日，荷蘭核子研究與諮詢集團(NRG, Dutch Nuclear Research and Consultancy Group)宣布，正在對佩騰高通量反應爐(Petten High Flux Reactor )內的熔融氟化釷鹽進行輻照研究。

## 簡介影片
- 泛科學影片 (https://www.youtube.com/watch?v=uVzNcQ4SD-Q （页面存档备份，存于）)
- Flibe Energy影片(Thorium Fuel Cycle Introduction （页面存档备份，存于）)